# Noogénesis
Noogénesis (de griego antiguo - νόος - razón y γένεσις - origen, nacimiento) es la apariciόn y evolución de la mente.
El término apareció en 1955 en el libro del antropólogo y filósofo Pierre Teilhard de Chardin. Y como no se ha dado un concepto preciso y sin ambigüedad, han aparecido muchas interpretaciones en las que se han invertido varios significados.
Debe ser notado que “noo-“ no es solo el primer término conocido del griego antiguo "νόος", sino también por definiciones del diccionario combina los fenómenos mente, razón, inteligencia, pensamiento, perspicacia, sabiduría - en un solo fenómeno.

## El concepto moderno
En 2005 Alexei Eryomin: "La noogénesis es el proceso de despliegue en el espacio y desarrollo en el tiempo de los sistemas intelectuales. La noogénesis es una combinación de transformaciones regulares, interrelacionadas, caracterizadas por una cierta secuencia temporal de estructuras y funciones de toda la jerarquía y del conjunto de estructuras y procesos relativamente elementales que están interactuandos y son naturales, interrelacionados, caracterizados por una secuencia temporal definida, "esta formulación apareció en una monografía sobre noogénesis". El estudio propone los conceptos: de "sistemas intelectuales", gracias a esto, "el concepto de "noogénesis" se introduce activamente en el uso científico como el concepto de la evolución de los sistemas intelectuales"; "logística de la información", "energía intelectual", aceleración, fuerza y potencial integrados en la teoría de la intelecto". "Se identifican los parámetros biofísicos de la energía intelectual, como el volumen de información, la cantidad de aceleración (frecuencia, velocidad) y la distancia de su transmisión" , "fue propuesta una analogía entre el cerebro humano, compuesto de un gran número de neuronas que trabajan simultáneamente y una comunidad humana que se compone de personas".

### Parámetros del fenómeno "noo"

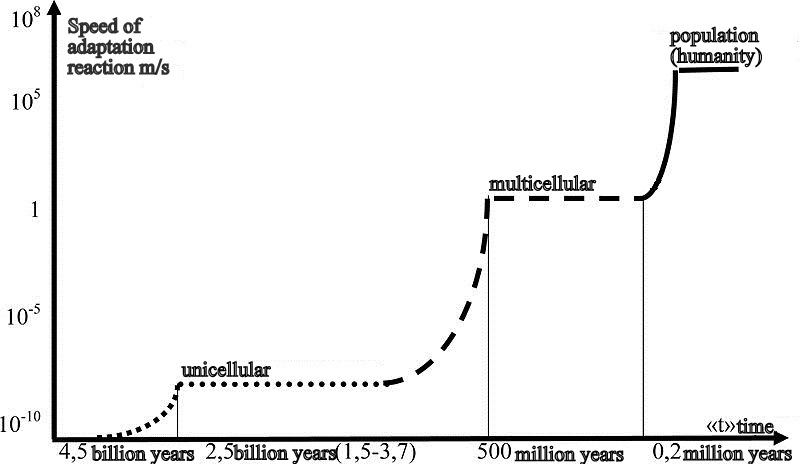
Noogenesis: Evolución de la velocidad de reacción
Organismo unicelular: la velocidad de los iones a través de la membrana de un organismo unicelular es de ~ 10 en el -10 grado metros por segundo, agua a través de la membrana ~ 10 en el -6 grado metros por segundo, intracelular (citoplasma) ~ 2-10 en el -5 grado metros por segundo; sangre en los vasos de un organismo pluricelular ~ 0.05 metros por segundo, impulso sobre fibras nerviosas ~ 100 metros por segundo; comunicaciones de sonido (voz, audio) de una población de organismos múltiples (humanidad) ~ 300 metros por segundo, enlaces de quantum-electronic dentro de una población ~ 3∙10 en el 8 grado metros por segundo (velocidad de las ond as de radio-electromagnéticas, corriente eléctrica, luz, video, opto-telecomunicaciones).

La aparición de la razón es uno de los cinco fenómenos principales en la aparición evolutiva. La cognición del fenómeno de los sistemas intelectuales (de la aparición de la razón (noogénesis)) se reduce a: la evolución y la aparición de la mente del Homo sapiens (filogénesis); un nuevo pensamiento en el cerebro (síntesis de ideas creativas, perspicacia, eureka); desarrollo de intelecto en la formación individual (ontogenia); la hipótesis del deseo de la población humana de unirse en un sistema intelectual global.
En una serie de trabajos, se examinan las leyes de aparición y parámetros de las características distintivas del sistema intelectual del hombre (el volumen de memoria de trabajo ≥ 7, capacidad de predecir (pronóstico), jerarquía multinivel (6 capas de neuronas) de selección sistémica de información valiosa, conciencia, memoria, parámetros de la información producida por la humanidad y memorizada en diversos entornos de información, etc. Se determinan las capacidades extremas para algunos parámetros físicos del intelecto humano. Conceptos de aparición de insight-iluminación.
La semántica comparativa conoce desde hace mucho tiempo los términos que sin embargo se usan raramente: noofilia - la doctrina según la cual el valor de cualquier cosa está determinado por el grado en que promueve el desarrollo del intelecto y los intereses de los seres inteligentes; y noocracia. En el siglo XXI aparecieron noopolítica, gestión intelectual, noometría, noofarmacología.

### Las leyes de la evolución de la mente
La ley de aumento de la velocidad de adaptación
La velocidad de adaptación, reflexión, movimiento, intercambio de materia e información aumenta en cada nuevo nivel de evolución y organización de sistemas biológicos, mientras que la adaptabilidad (del organismo, de la población) mejora con aumento de velocidad de respuesta (incluida la velocidad de comunicación entre los componentes del intelecto) a los cambios en el medio ambiente.

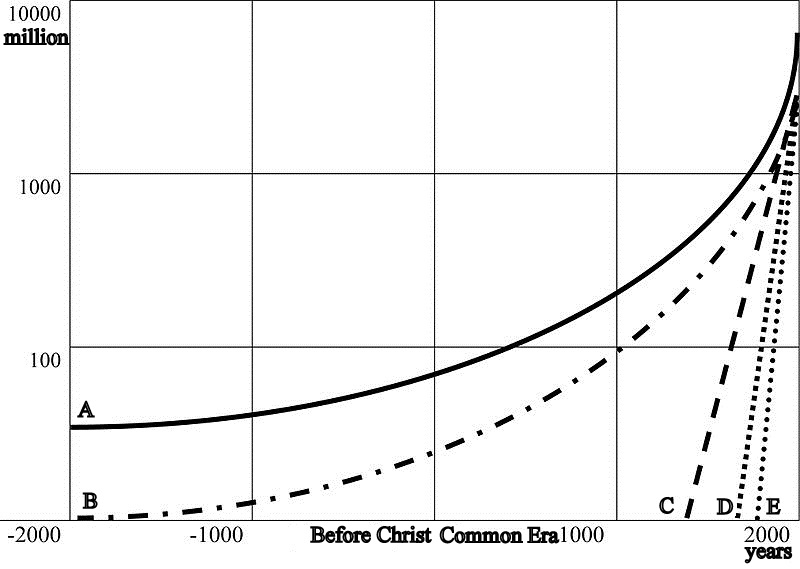
El desarrollo de conexiones, interacciones de información dentro de la población H.sapiens
A – la población de la Tierra de 7 mil millones;
B – número de personas alfabetizadas;
C – el número de lectores de libros (con la tipografía);
D – número de receptores (radio, televisión);
E – número de teléfonos, computadoras, usuarios de Internet.

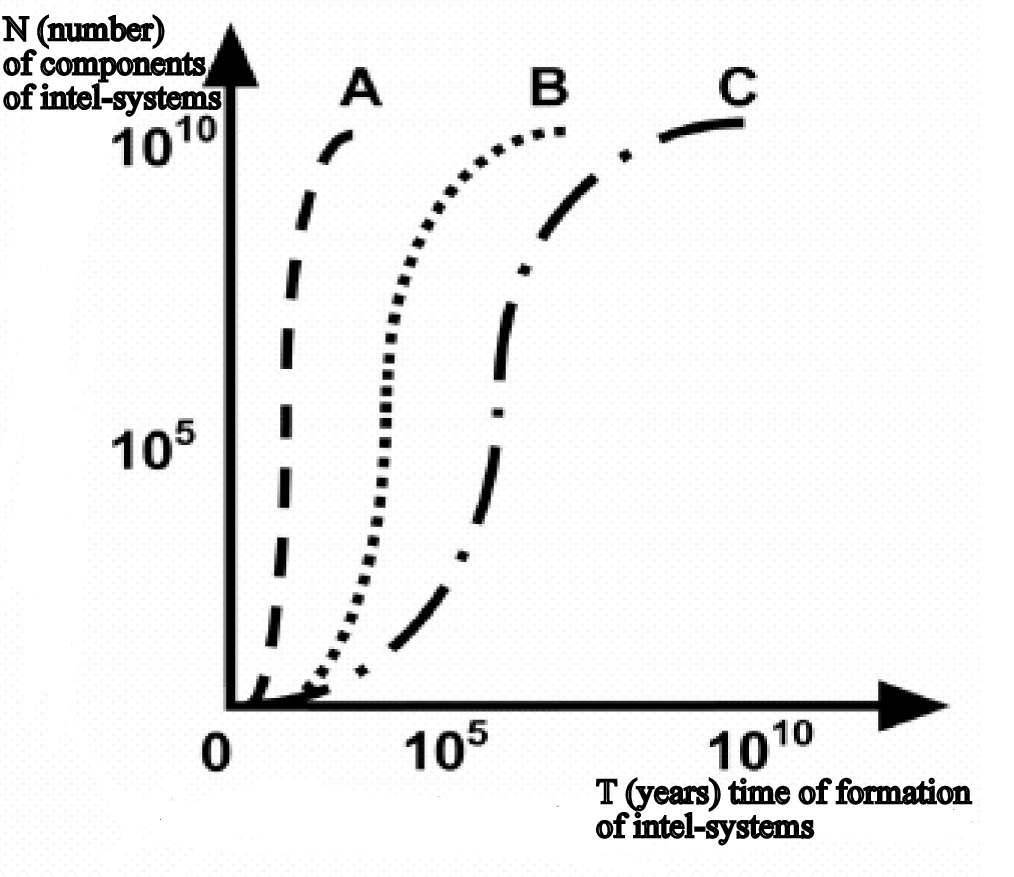
Repetición de la evolución y logro de un número crítico de componentes por intelsistemas
A - el número de neuronas con el desarrollo individual (ontogénesis) del sistema de inteligencia del cerebro,
B - número de personas en la población de la humanidad,
C - el número de neuronas en el desarrollo histórico (filogénesis) del sistema nervioso de los organismos

La ley del número crítico de componentes intelectuales
Los sistemas intelectuales pueden formarse cuando se alcanzan las cantidades críticas de sus componentes intelectuales y las comunicaciones entre ellos. Cuando el número de componentes intelectuales llega a n ≥ 1 mil millones, puede encontrarse el fenómeno de noorrevolución: transición del desarrollo cuantitativo del sistema de información a un sistema intelectual autónomo cualitativamente nuevo.
La noogénesis en el desarrollo individual (ontogénesis) del cerebro humano se origina a partir de 1-2 células embrionarias primarias, que aumentan en cantidad durante la fragmentación y división en etapas de mórula - blastula - gastrula que forman el lóbulo embrionario correspondiente y su diferenciación. El sistema nervioso del embrión se está formando. En el momento del nacimiento, el volumen del cerebro fetal humano alcanza 375 cm³ según algunos datos, y 1300 cm³ a 10 años de vida. La maduración morfofuncional de las estructuras cerebrales termina a la edad de 13 años, el devenir morfofuncional final se refiere a los 16-17 años de edad.
Hace 125 años se ha abierto la neurona, comenzó a desarrollarse doctrina de la neurona Santiago Ramón y Cajal, que han recibido el reconocimiento universal. De acuerdo con los datos modernos, en el cerebro H.sapiens en el proceso de ontogénesis y filogénesis de un adulto humano hay 86 miles de millones de neuronas.
- Noogénesis (según la hipótesis de Vladímir Vernadski "aspiración a la noosfera") del desarrollo humano. En el proceso de evolución, el número de hombres aumenta desde dos primogénitos a unos 70 millones de personas (siglo XX a. C.), unos 300 millones (a comienzos del siglo I d. C.), alrededor de mil millones (a los 30 años del siglo XX d. C.), 6 mil millones a fines del siglo XX. De acuerdo con los modelos matemáticos de Serguéi Kapitsa, la cantidad de la humanidad puede alcanzar 12.5-14 mil millones en los siglos XXI- XXII.
Sistema intelectual (SI) es un conjunto de relativamente elementales estructuras y procesos interactivos, unidos en un todo por realización de la función entera del intelecto, irreductible a la función de sus componentes. Signos de la SI: ella interactúa con el medio ambiente y otros sistemas como un todo, consiste en una jerarquía de subsistemas de un nivel inferior.
La ley noogenética
En la evolución del sistema intelectual de la humanidad, ciertas características de la filogénesis (evolución) del cerebro se manifiestan en una breve repetición y en una larga repetición se manifiestan algunas características de la ontogénesis (desarrollo individual) del cerebro humano. Las características recurrentes son: aumento en el número de componentes, la velocidad y los volúmenes de intercambio de información (y también de la memoria), la diferenciación, especialización de parcelas , etc. Iteración intelectual (del latino “iteratio” - repetición) es una repetición de la acción - la formación de la función intelectual en una serie material de un solo tamaño (intelectos humanos); y es una repetición del fenómeno - la aparición de sistemas intelectuales con una mayor dimensionalidad en la jerarquía de la materia (una neurona - un cerebro – la humanidad). Las formas de la materia inteligente que se desarrollan en el espacio tetradimensional tienen dimensiones determinables.
Por lo tanto, "es propuesta una nueva interpretación del término científico noogénesis" como la aparición y el desarrollo evolutivo de la inteligencia. Por analogía con la ley biogenética básica, se propone la hipótesis de la ley básica de la evolución de la humanidad, que describe la conexión entre la evolución del cerebro humano y el desarrollo de la humanidad. El número de los principales "componentes" que forman el cerebro humano y la cantidad de los "componentes" de la humanidad (las personas), se vuelven aproximadamente iguales. Se puede comparar a cada persona que vive en la Tierra con una célula disgregada nerviosa del cerebro. El intelecto mundial puede ser un análogo del cerebro humano. Los miles de millones de personas que viven hoy en el planeta son, sin duda, los herederos del riquisimo patrimonio mundial cultural, industrial, social e intelectual, son los custodios genéticos de la " memoria operativa viva" del sistema intelectual global. Se predice que la humanidad se esfuerza por un único sistema de información e intelecto cerrado a nivel organizacional. El superintelecto se puede realizar en forma del IntelectoGlobal en el planeta Tierra. El descubrimiento, la búsqueda e investigación adicionales en el siglo 21 de la fórmula del intelecto y los fundamentos matemáticos de la mente, la conversión del "intelectual" en el plano de la fisiología y física matemática podrían ayudar a comprender las ideas más elevadas y las regularidades profundas del mundo que nos rodea. Y la búsqueda de paralelismos entre la formación del hombre y de la humanidad debe necesariamente continuar: eso puede crear una base para la confianza de que el intelecto de la humanidad enfrentará los problemas más inesperados y a veces peligrosos que surjan en el curso de su desarrollo".

### Aspectos de la "génesis" y semántica comparativa
Desde el punto de vista del desarrollo histórico evolutivo, son conocidas las nociones como la aparición en el curso de la evolución (la doctrina evolutiva de Charles Darwin) y la antropogénesis del primer organismo inteligente en la sistemática biológica de K.Linneo - Homo sapiens, el concepto de filogénesis, morfogénesis, cephalization systemogénesis, la autonomía de los sistemas cognitivos. Desde el punto de vista del desarrollo del intelecto en el curso del desarrollo individual, son conocidos los conceptos tales como embriogénesis, ontogénesis, somatogénesis, morfogénesis, neurogénesis, la mayor actividad nerviosa, según I.P.Pavlov. El término "noogénesis" puede referirse a un nivel interdisciplinario, ya que se relaciona a una serie de ciencias naturales, técnicas y humanitarias, el término se utiliza en medicina, biofísica, psicología, semiótica, matemática y tecnologías de la información.

## El futuro de la mente y las tendencias de la investigación
Entre los métodos que facilitan un mayor desarrollo, optimización y mejora de la intelecto están: bioinformática, ingeniería genética, noofarmacología, carga de memoria, estimulación cerebral, uso eficaz de estados de conciencia alterados, uso de la conciencia no humana, tales como tecnología de la información (TI), inteligencia artificial (IA) y etc.
Los dos mayores misterios de la naturaleza son la Razón y el Universo. El origen del cerebro, la percepción, la conciencia, la memoria, la neuroplasticidad, etc. siguen siendo problemas no resueltos en neurobiología. Actualmente, para una mejor comprensión de la estructura (el método de "montaje inverso") y del funcionamiento del cerebro, así como para el desarrollo de capacidades intelectuales y aumento de la inteligencia, son anunciados los megaproyectos en los EE. UU. – Brain Research through Advancing Innovative Neurotechnologies, el Proyecto cerebro humano la Unión Europea, China Brain Project, Blue Brain, Allen Brain Atlas, Proyecto Conectoma Humano, Google Brain.